# Zagreb
Zagreb je glavno in največje mesto Republike Hrvaške, ki kot prestolnica tvori posebno teritorialno upravnopolitično enoto, Mesto Zagreb s 770.000 prebivalci (popis iz leta 2021; po podatkih iz uradne evidence 809.000); sámo naselje Zagreb jih ima 663.600 (686.000 leta 2011), je pa tudi upravno središče istoimenske županije, ki ne vsebuje upravnega območja mesta Zagreba, ga pa skoraj v celoti obkroža z izjemo dela meje na slemenu Medvednice na severu, kjer Zagreb meji s Krapinsko-zagorsko županijo. Metropolitansko območje Zagreba z okolico šteje preko milijon prebivalcev.
V Zagrebu je največja hrvaška univerza (hrv. Sveučilište u Zagrebu), tri zasebne univerze  (ena izmed njih je hrvaška katoliška univerza), hrvaška nacionalna akademija zanosti in umetnosti - HAZU ter druge institucije nacionalnega pomena, kot so galerije, nacionalni muzeji, med katerimi je posebno atraktiven Tehnični muzej, Koncertna dvorana Vatroslav Lisinski, Narodna in univerzitetna knjižnica, Zagrebški velesejem itd.
Mestni predel Kaptol je najpomembnejše hrvaško versko (rimskokatoliško) središče, kjer je sedež nadškofije in metropolije s kardinalom na čelu, tam je tudi Metropolitana - Knjižnica Zagrebške nadškofije in prvostolnega kapitlja, ki je največja hrvaška cerkvena knjižnica. 
Od 1976 deluje v Zagrebu protestantska teološka fakulteta Matija Vlačić - Ilirik, v mestu pa je tudi sedež Zagrebško-Ljubljanske (srbske) pravoslavne metropolije.
Mesto leži na južnem obrobju gore Medvednice in na jugozahodnem delu Panonske nižine ob reki Savi na nadmorski višini 122 m. Zagreb je ob glavni kopenski magistrali med Srednjo Evropo in Malo Azijo, kot tudi ob enem od dovozov iz Panonske nižine do Jadranskega morja. Zaradi bližine slovenske meje in etnično-jezikovne sorodnosti Hrvatov oz. "Ilircev" je bil Zagreb v zgodovini eno najpomembnejših gravitacijaskih središč številnih, tudi pomembnih Slovencev, ki so se vanj za vselej priselili (zlasti konec 19. in v začetku 20. stoletja), ali pa so tam samo študirali oziroma nekaj časa delovali.

## Zgodovina

### Prva omemba in srednji vek
Najstarejše naselje v bližini današnjega Zagreba je bilo rimsko mesto Andautonia (danes Šćitarjevo), ki je obstajalo med 1. in 5. stoletjem n. š. Prvi zapisi o mestu segajo v leto 1094, ko je madžarski kralj Ladislav I. ustanovil škofijo. Okoli škofije se je takrat razvilo naselje Kaptol, kjer so živeli predvsem duhovniki, na sosednjem hribu pa se je razvilo utrjeno naselje Gradec (imenovan tudi Grič), kjer so živeli predvsem trgovci in obrtniki. Obe naselji so leta 1242 napadli Tatari. Hrvaški in madžarski kralj Bela IV. je Gradcu v znak hvaležnosti, da mu je nudilo varno zatočišče pred napadi Tatarov, podaril Zlato bulo, kar je mestu zagotovilo samoupravni privilegij znotraj kraljestva in svoj pravosodni sitem.

### 16. do 18. stol.
Med Kaptolom in svobodnim mestom Gradec je bilo veliko gospodarskih in političnih povezav, toda mesti sta ostali ločeni tudi, ko je Zagreb postal politično središče Hrvaške in Slavonije. Zagreb je postalo glavno mesto banovine leta 1621, ko je vladal ban Nikola IX Frankopan Tržaški. Na povabilo mestne uprave so v Zagreb leta 1606 prišli jezuiti in zgradili prvo gimnazijo, Cerkev sv. Katarine in samostan. Leta 1669 so ustanovili akademijo (predhodnica Univerze v Zagrebu), kjer so poučevali filozofijo, teologijo in pravo. Leta 1776 so se zaradi velikega požara v Varaždinu kraljevi svet, velik del plemstva in visoke upravne, pravosodne ter šolske ustanove preselile v Zagreb.

### 19. do sredine 20. stol.
V 19. stol. je bil Zagreb središče hrvaškega narodnega preporoda, prav tako pa so v tem času bile ustanovljene številne pomembne kulturne in zgodovinske ustanove (Banski dvori, Glasbena akademija, Matica ilirska, Prva hrvaška hranilnica itd.) Leta 1850 so se Gornji grad, Gradec in še nekaj okoliških naselij združili v Zagreb. To je bilo tudi obdobje, v katerem je Zagreb pridobil veliko novosti in doživel svoj razcvet. Med pomembnejšimi pridobitvami so bile: odprtje prve železniške proge (1862), ki je Zagreb povezala z Zidanim Mostom in Siskom, plinarno (1863), vodovod (1878), prvi tramvaj (1891), elektrarno (1907) in številne mogočne zgradbe, spomenike, parke ter muzeje.
V prvi polovici 20. stol. je prišlo do razširitve mesta Zagreb. Nastale so nove soseske, prebivalstvo pa se je povečalo za 70 %. Leta 1926 je začela oddajati prva radijska postaja v regiji. Med drugo svetovno vojno je bil Zagreb glavno mesto Neodvisne države Hrvaške, ki je bila nacistična marionetna država. Zagreb je v tem obdobju bil priča grozotam režima ustašev, ki so v bližini mesta v koncentracijskih taboriščih ubili na tisoče ljudi. Zagreb so 8. 5. 1945 osvobodili partizani.

### Zgodovina po drugi svetovni vojni
Zagreb je bil od leta 1945 do 1990 glavno mesto Socialistične republike Hrvaške, ene izmed šestih socialističnih republik SFRJ. V 50. letih 20. stol. se je začela izgradnja nove stanovanjske soseske na južnem bregu reke Save, ki jo danes poznano kot Novi Zagreb (prvotno se je imenovala Južni Zagreb). Mesto se je zelo razširilo. V mesto so bila vključena naselja Dubrava, Podsused, Jarun, Dubrava, Blato in druge. Južno od Save je bilo izgrajeno mednarodno letališče Pleso (danes Letališče Franjo Tuđman). Leta 1987 je Zagreb gostil poletno univerzijado.
V Zagrebu je bila 25. 6. 1991 razglašena neodvisna država Republika Hrvaška. Med hrvaško osamosvojitveno vojno (1991–1995) je bilo mesto prizorišče nekaj spopadov in raketnih napadov, a se je izognilo večji škodi.
22. marca 2020 približno ob 6.24 je močan potres z epicentrom v bližini mesta zatresel Zagreb in naredil večjo škodo na starejših stavbah. Zrušil se je tudi vrh levega zvonika zagrebške katedrale, ki so jo pravkar prenavljali

## Geografija

### Podnebje
Zagreb ima oceansko podnebje (»Cfb« po Köppenovi razvrstitvi podnebij). Poletja so po večini topla in temperature se lahko dvignejo nad 30 °C. Povprečna dnevna zimska temperatura je okoli 1 °C, povprečna poletna temperatura pa je 22 °C. Največ padavin pade v poletnih in jesenskih mesecih. Jutranja megla je značilna za obdobje od oktobra do februarja, predvsem na severnem delu mesta, ob gori Medvedica, in vzdolž reke Save. Februar je z 38,9 mm padavin najbolj suhi mesec v letu.
| Klimatološki podatki za Zagreb  |       |       |       |      |      |      |      |      |      |      |       |       |       |
| Mesec                           | Jan   | Feb   | Mar   | Apr  | Maj  | Jun  | Jul  | Avg  | Sep  | Okt  | Nov   | Dec   | Leto  |
| Rekordno visoka temperatura °C  | 19,4  | 22,2  | 26,0  | 30,5 | 33,7 | 37,6 | 40,4 | 39,8 | 34,0 | 28,3 | 25,4  | 22,5  | 40,4  |
| Povprečno visoka temperatura °C | 3,7   | 6,8   | 11,9  | 16,3 | 21,5 | 24,5 | 26,7 | 26,3 | 22,1 | 15,8 | 8,9   | 4,6   | 15,8  |
| Povprečna dnevna temperatura °C | 0,3   | 2,3   | 6,4   | 10,7 | 15,8 | 18,8 | 20,6 | 20,1 | 15,9 | 10,5 | 5,0   | 1,4   | 10,7  |
| Povprečno nizka temperatura °C  | −3,0  | −1,8  | 1,6   | 5,2  | 9,8  | 13,0 | 14,7 | 14,4 | 10,8 | 6,2  | 1,4   | −1,7  | 5,9   |
| Rekordno nizka temperatura °C   | −24,3 | −27,3 | −18,3 | −4,4 | −1,8 | 2,5  | 5,4  | 3,7  | −0,6 | −5,6 | −13,5 | −19,8 | −27,5 |
| Povprečno št, dni s padavinami  | 9,8   | 9,4   | 11,0  | 13,0 | 13,5 | 13,7 | 11,2 | 10,4 | 10,4 | 10,9 | 11,3  | 11,0  | 135,6 |

Vir: Hrvaška meteorološka in hidrološka služba

### Naselja na območju Zagreba
Zagreb ni edino naselje na upravnem območju mesta Zagreb – v njem je največje zagrebško satelitsko naselje Sesvete (55.000 preb.) in večje število manjših (z nad okoli 1500 prebivalci: Sesvetski Kraljevec, Lučko, Hrvatski Leskovac, Ivanja Reka, Kupinečki Kraljevec, Odra, Kašina, Horvati, Odranski Obrež, itd.).
Upravno območje mesta zajema poleg samega Zagreba še 70 naselij: Adamovec, Belovar, Blaguša, Botinec, Brebernica, Brezovica, Budenec, Buzin, Cerje, Demerje, Desprim, Dobrodol, Donji Čehi, Donji Dragonožec, Donji Trpuci, Drenčec, Drežnik Brezovički, Dumovec, Đurđekovec, Gajec, Glavnica Donja, Glavnica Gornja, Glavničica, Goli Breg, Goranec, Gornji Čehi, Gornji Dragonožec, Gornji Trpuci, Grančari, Havidić Selo, Horvati, Hrašće Turopoljsko, Hrvatski Leskovac, Hudi Bitek, Ivanja Reka, Jesenovec, Ježdovec, Kašina, Kašinska Sopnica, Kučilovina, Kućanec, Kupinečki Kraljevec, Lipnica, Lučko, Lužan, Mala Mlaka, Markovo Polje, Moravče, Odra, Odranski Obrež, Paruževina, Planina Donja, Planina Gornja, Popovec, Prekvršje, Prepuštovec, Sesvete, Soblinec, Starjak, Strmec, Šašinovec, Šimunčevec, Veliko Polje, Vuger Selo, Vugrovec Donji, Vugrovec Gornji, Vurnovec, Zadvorsko, Žerjavinec.

### Mestne četrti
Na območju mesta Zagreb so bile leta 1999 ustanovljene mestne četrti in lokalni odbori. Skupno je v Zagrebu bilo ustanovljenih 17 mestnih četrti in 218 lokalnih odborov. Lokalni odbori so bili ustanovljeni za del mestnih četrti, posamezno naselje, več medsebojno povezanih manjših naselij, ali pa za del večjega naselja, ki je v primerjavi z drugimi ločen subjekt.
Izstopata dve "robni" in po površini največji četrti, ki sta tudi edini, katerih ozemlje je v celoti izven samega naselja Zagreb: Sesvete na (severo)vzhodu, ki je z okoli 70.000 prebivalci tudi (površinsko in po poseljenosti) največja zagrebška "četrt" in najmanj poseljena Brezovica na jugozahodu s samo 12.000 ljudmi; skupaj imata 292 km2, kar je le nekoliko manj od polovice mestnega ozemlja, a skupaj štejeta le desetino prebivalcev upravnega območja mesta Zagreba. 
| #  | Mestna četrt            | Površina (km²) | Prebivalstvo (2011) | obsega manjše četrti in naselja: |
| 1  | Donji grad              | 3,01           | 37.123              | (Center-Donji grad) |
| 2  | Gornji grad - Medveščak | 10,12          | 31.279              | Gornji Grad, Kaptol, Nova ves, Tuškanac, Gupčeva zvijezda, Pantovčak, Rad.dol, Zelengaj, Kraljevac, Cmrok, Šalata, Medvešćak, Horvatovac, Mirogoj ... |
| 3  | Trnje                   | 7,37           | 42.126              | Trnje, Brezje, Kruge, Savica, Vrbik, Cvjetno naselje |
| 4  | Maksimir                | 14,35          | 49.448              | Maksimir (Maksimirsko naselje, park, ZOO, stadion...) |
| 5  | Peščenica - Žitnjak     | 35,30          | 56.446              | Stara Pešćenica, Volovčica, Zavrtnica, Plinarsko naselje?, Kanal?, Ferenščica, Sigečica, Folnegovićevo naselje, Borovje/Borongaj?, Savica-Šanci, Savišće, Borongajski lug, Kozari, Kozari Bok, Kozari Putevi, Bogdani, Žitnjak, Petruševec, Resnik, Resnički gaj ?? |
| 6  | Novi Zagreb - istok     | 16,54          | 59.227              | Središće, Zapruđe, Sopot, Utrina, Travno, Dugave, Sloboština, Hrelić, Jakuševec, Bundek? |
| 7  | Novi Zagreb - zapad     | 62,59          | 58.025              | Savski gaj, Trnsko, Siget?, Kajzerica, Lanište, Trokut, Remetinec, Podbrežje, Sv. Klara, Blato; Lučko, Gornji Stupnik, Donji Stupnik ... ? |
| 8  | Trešnjevka - sjever     | 5,83           | 55.342              | Stara Trešnjevka, Cigelnica, Pongračevo, Ljubljanica, Rudeš |
| 9  | Trešnjevka - jug        | 9,84           | 66.595              | Gajevo, Jarun, Horvati, Srednjaci, Knežija, Petrine, Staglišće, Vrbani, Prečko, ...? |
| 10 | Črnomerec               | 24,33          | 39.040              | Črnomerec, Voltino, Pupinovo naselje, Kustošija, Sveti duh, Vrhovec?, Kustošija, Grmošćica, Frateršćica, Čukovići? |
| 11 | Gornja Dubrava          | 40,28          | 62.221              | Dubrava, Studentski grad, Retkovec?, Poljanice, Dubec?, Trnovčica, Grana, Klaka, Granešina, Novaki Granešinski?, Oporovec, Grad mladih, Miroševec? |
| 12 | Donja Dubrava           | 10,82          | 36.461              | Dubrava, Retkovec, Čulinec?, Trnava, ..?Resnik, Resnički gaj? |
| 13 | Stenjevec               | 12,18          | 51.849              | Stenjevec, Malešnica?, Špansko, Jankomir?, Prečko??; Savska Opatovina ? |
| 14 | Podsused - Vrapče       | 36,05          | 45.771              | Vrapče, Gornje Vrapče, Jačkovina, Gajnice, Gornji Stenjevec, Perjavica, Gajnice, Bizek, Borčec, Podsused, Goljak, Podsusedsko dolje, Jarek |
| 15 | Podsljeme               | 60,11          | 19.249              | Šestine, Gračani, Prekrižje (Gornje, Donje), Mlinovi, Bliznec, Dolje, Remete, Markuševec |
| 16 | Sesvete                 | 165,26         | 70.633              | Sesvete (Luka, Brestje, Sopnica, Sesvetska sela, Sesvetska selnica, Jelkovec, Dubec?); Markovo Polje, Goranec?, Ivanja reka? ...? |
| 17 | Brezovica               | 127,45         | 12.040              | Brezovica, Gornji Stupnik, Donji Stupnik, Lučko, Odra?? v. Mlaka?, .... |
|    | SKUPNO                  | 641,43         | 792.875             | |

## Demografija
Po številu prebivalcev je Zagreb največje mesto na Hrvaškem in edino, v katerega širšem urbanem območju-aglomeraciji živi preko milijon prebivalcev. Po popisu iz leta 2001 je imelo ožje mesto 779.145 prebivalcev, od takrat pa se je po uradni oceni število povečalo na 806.341 (2019). Širše urbano območje, ki vključuje satelitska naselja oz. mesta Velika Gorica, Samobor, Zaprešić in Dugo Selo, ima po popisu 1.088.841 prebivalcev. Velika večina prebivalcev Zagreba v ožjem smislu (91,94 %) se je v popisu leta 2001 opredelila za Hrvate, najštevilčnejše manjšine so srbska (2,41 %), bošnjaška (0,8 %) in albanska (0,43 %). Slovencev je bilo 0,41 % oz. 3.225.
| Pregled števila prebivalstva po letih | Pregled števila prebivalstva po letih | Pregled števila prebivalstva po letih | Pregled števila prebivalstva po letih | Pregled števila prebivalstva po letih | Pregled števila prebivalstva po letih | Pregled števila prebivalstva po letih | Pregled števila prebivalstva po letih | Pregled števila prebivalstva po letih | Pregled števila prebivalstva po letih | Pregled števila prebivalstva po letih | Pregled števila prebivalstva po letih | Pregled števila prebivalstva po letih | Pregled števila prebivalstva po letih | Pregled števila prebivalstva po letih | Pregled števila prebivalstva po letih | Pregled števila prebivalstva po letih |
| ------------------------------------- | ------------------------------------- | ------------------------------------- | ------------------------------------- | ------------------------------------- | ------------------------------------- | ------------------------------------- | ------------------------------------- | ------------------------------------- | ------------------------------------- | ------------------------------------- | ------------------------------------- | ------------------------------------- | ------------------------------------- | ------------------------------------- | ------------------------------------- | ------------------------------------- |
| 1857                                  | 1869                                  | 1880                                  | 1890                                  | 1900                                  | 1910                                  | 1921                                  | 1931                                  | 1948                                  | 1953                                  | 1961                                  | 1971                                  | 1981                                  | 1991                                  | 2001                                  | 2011                                  | 2021                                  |
| 48.266                                | 54.761                                | 67.188                                | 82.848                                | 111.565                               | 136.351                               | 167.765                               | 258.024                               | 356.529                               | 393.919                               | 478.076                               | 629.896                               | 723.065                               | 777.826                               | 779.145                               | 790.017                               | 767.131                               |

## Znamenitosti

### Gornji grad
Gornji grad ali Gradec je zgodovinsko središče Zagreba. Ustanovljen je bil v srednjem veku, vse do 19. stol. pa je bil skupaj s Kaptolom urbano središče Zagreba. Trg sv. Marka, ki je nekoč bilo mesto trgovanja, je danes politično središče Hrvaške. Tu se nahajajo zgradba hrvaškega parlamenta, vlade (Banski dvori) in mestne skupščine.
- Cerkev sv. Marka: se nahaja sredi Trga Sv. Marka. Prvotno je bila sezidana v gotskem slogu, kasneje pa je bila preoblikovana v neogotskem slogu. Na strehi cerkve sta upodobljena zgodovinski grb Hrvaške in mesta Zagreb.
- Cerkev sv. Cirila in Metoda: grška katoliška cerkev stoji na mestu, kjer je nekoč stala kapelica, ki pa se je porušila v potresu leta 1880. Sezidana je v neobizantinskem slogu.
- Kamnita vrata (Kamenita vrata): Gornji grad je bil nekoč obdan z obzidjem in stolpi, v mesto pa se je dalo priti skozi več mestnih vrat. Do danes so se ohranila le vzhodna t. i. Kamnita vrata.
- Stolp Lotrščak (Kula Lotrščak): je znana razgledna točka, ki nudi dober razgled na Donji grad. Pod stolpom se nahaja Strossmayerovo sprehajališče in vzpenjača, ki povezuje Donji in Gornji grad. Od 1. januarja 1877 dalje vsak dan iz topa v stolpu izstrelijo strel, s čimer nakažejo, da je ura poldne.

### Kaptol in Dolac
Kaptol je zgodovinsko naselje, ki se je oblikovalo okoli zagrebške katedrale. Danes je središče najpomembnejših hrvaških verskih institucij.
- Zagrebška katedrala: je bila zgrajena leta 1217. Večkrat je bila poškodovana zaradi vdorov sovražnikov in požarov, največ škode pa je utrpela v potresu leta 1880. Katedralo so po potresu temeljito obnovili v neogotskem slogu.
- Dolac: se nahaja med Gornjim gradom in Kaptolom. Na njem se nahaja tržnica Dolac. Ob tržnici se nahaja Cerkev sv. Marije, zahodno od cerkve pa se nahaja Tkalčićeva ulica, ki je nastala na mestu, kjer je nekoč bil potok Medveščak, ki je včasih ločeval Gradec in Kaptol.

### Donji grad
Donji grad je sodobno središče Zagreba. Zgrajen je bil v 19. in prvi polovici 20. stoletja.
- Trg bana Jelačića: je glavni in največji trg mesta Zagreb. Na trgu se nahaja spomenik banu Josipu Jelačiću. Prvotno je kip bil obrnjen proti severu, da bi ban simbolno z mečem kazal proti Madžarom, ki se jim je v času svoje vladavine močno upiral. V času komunizma je bil kip odstranjen, ponovno pa je bil postavljen šele leta 1990 .
- Ilica: je znana zagrebška nakupovalna ulica.
- Zrinjevac: je najstarejši park mesta Zagreb.
- Trg kralja Tomislava: se nahaja v neposredni bližini glavne železniške postaje. Na trgu stoji spomenik kralju Tomislavu, ki je bil prvi hrvaški kralj, in zgradba Umetniškega paviljona.
- Hrvaško narodno gledališče (Hrvatsko narodno kazalište): je leta 1895 odprl Franc Jožef I. Zgrajeno je v neobaročnem slogu.

### Ostale znamenitosti
- Maksimir: je park vzhodno od mestnega središča, kjer se nahaja zagrebški živalski vrt in stadion Maksimir (domači stadion nogometnega kluba Dinamo Zagreb)
- Jarun: je športno-rekreacijski center z umetnim jezerom, kjer je urejeno kopališče in veslaška steza
- Arena Zagreb: je največje večnamenska športna dvorana na Hrvaškem
- Medvedica: planina Medvedica je priljubljena izletniška točka, ki je znana tudi pod imenom Sljeme. Na njem se nahaja smučišče in srednjeveška utrdba Medvedgrad

## Prometna infrastruktura
Zagreb je središče 5 najpomembnejših avtocestnih tras na Hrvaškem. Najpomembnejša med njimi je avtocesta A1 Zagreb-Split-Dubrovnik, ki je dokončana do Ploč. Druga najpomembnejša trasa je A3 Bregana-Zagreb-Lipovac, ki povezuje severno Evropo s Turčijo. Ostale pomembne avtocestne trase so: A6 Zagreb-Reka, A4 Zagreb-Goričan, ki se na Madžarskem nadaljuje do Budimpešte, in A2 Zagreb-Macelj.
Zagreb je prav tako tudi pomembno železniško vozlišče. Skozi Zagreb poteka Panevropska prometna mreža, ki je ena izmed najpomembnejših evropskih železniških povezav. Skozi Zagreb potekata koridor V in koridor X.
Letališče Franjo Tuđman je največje in najbolj obremenjeno letališče na Hrvaškem. Nahaja se na območju Velike Gorice. Letališče je bilo dokončano in odprto za civilni promet leta 1959. Leta 2017 so odprli novi terminal. Zraven glavnega letališča deluje tudi manjše športno letališče, Letališče Lučko.
Javni promet je v Zagrebu sestavljen iz mreže tramvajev in busov. Zagrebško potniško podjetje ZET (Zagrebški električni tramvaj) upravlja vse tramvaje, notranje avtobusne linije in večino primestnih avtobusnih linij. Državno železniško podjetje Hrvatske Željeznice (Hrvaške železnice) upravlja omrežje mestnih in primestnih železniških povezav v širšem Zagrebškem območju.

## Pobratena mesta
Zagreb sodeluje z mesti iz različnih delov sveta. Pobrateno je z naslednjimi mesti:
| - Rim (od 2014) - Bologna (od 1963) - Mainz (od 1967) - Sankt Peterburg (od 1968) - Tromsø (od 1971) - Kjoto (od 1972) - Lizbona (od 1977) | - Pittsburgh (od 1980) - Šanghaj (od 1980) - Budimpešta (od 1994) - Sarajevo (od 2001) - Ljubljana (od 2001) - Podgorica (od 2006) | - Ankara (od 2008) - London (od 2009) - Skopje (od 2011) - Varšava (od 2011) - Krakov (od 1975) - Dunaj (od 2014) |